# Pont de l'Île-Barbe
Le pont de l'Île Barbe est un pont suspendu lyonnais sur la Saône, construit de part et d'autre de la pointe sud de l'île Barbe en 1827 par l'ingénieur Favier sur les modèles de ponts suspendus de Marc Seguin (de surcroît un Lyonnais du quartier d'Ainay).

## Histoire
L'ancien pont, appelé autrefois le pont Cotton (attesté au XVIIe siècle), ne traversait que le bras côté Saint-Rambert-l'Île-Barbe en prolongement de la rue du Pont Cotton.
Jusqu'en 2020, il a été le plus ancien de Lyon encore en service. Il est suivi par la passerelle Masaryk (1831) et par la passerelle Saint-Vincent (1832).
Fin 2020, la partie reliant Caluire-et-Cuire est fermée à la circulation des voitures et motos pour cause de vétusté. Il est prévu de le reconstruire à l'identique entre 2025 et 2027 pour un coût de 10 millions d'euros.
Une étude essayant de conserver un maximum des matériaux d'origine a conclu que le pont était « en fin de vie ». Il sera donc reconstruit à l'identique avec des matériaux modernes. Le chantier devra aussi prendre en compte de nombreuses contraintes, l'ouvrage se trouvant dans six périmètres de protection des monuments historiques et plusieurs zones de protection écologique.

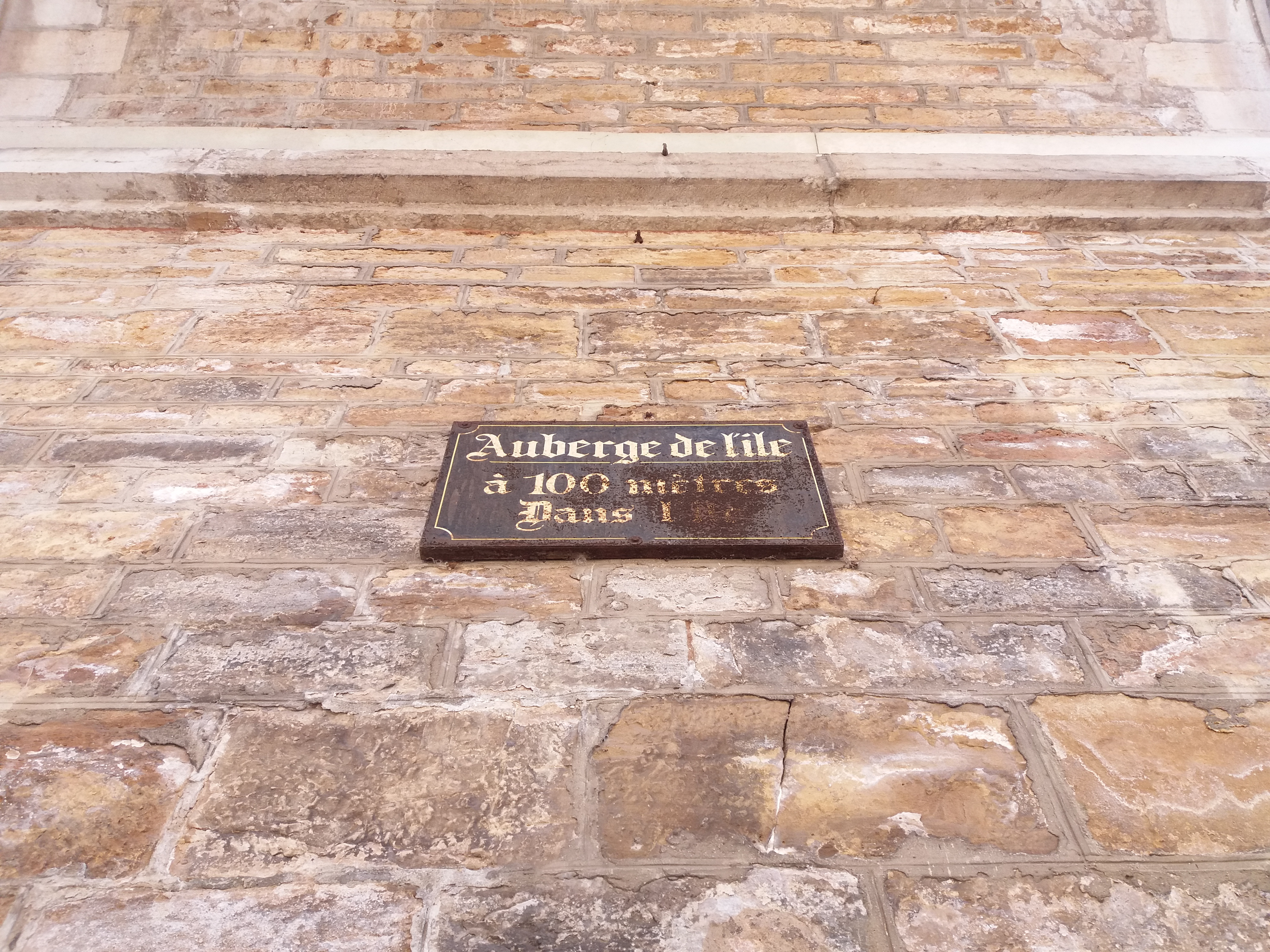
Plaque de l'auberge de l'île.
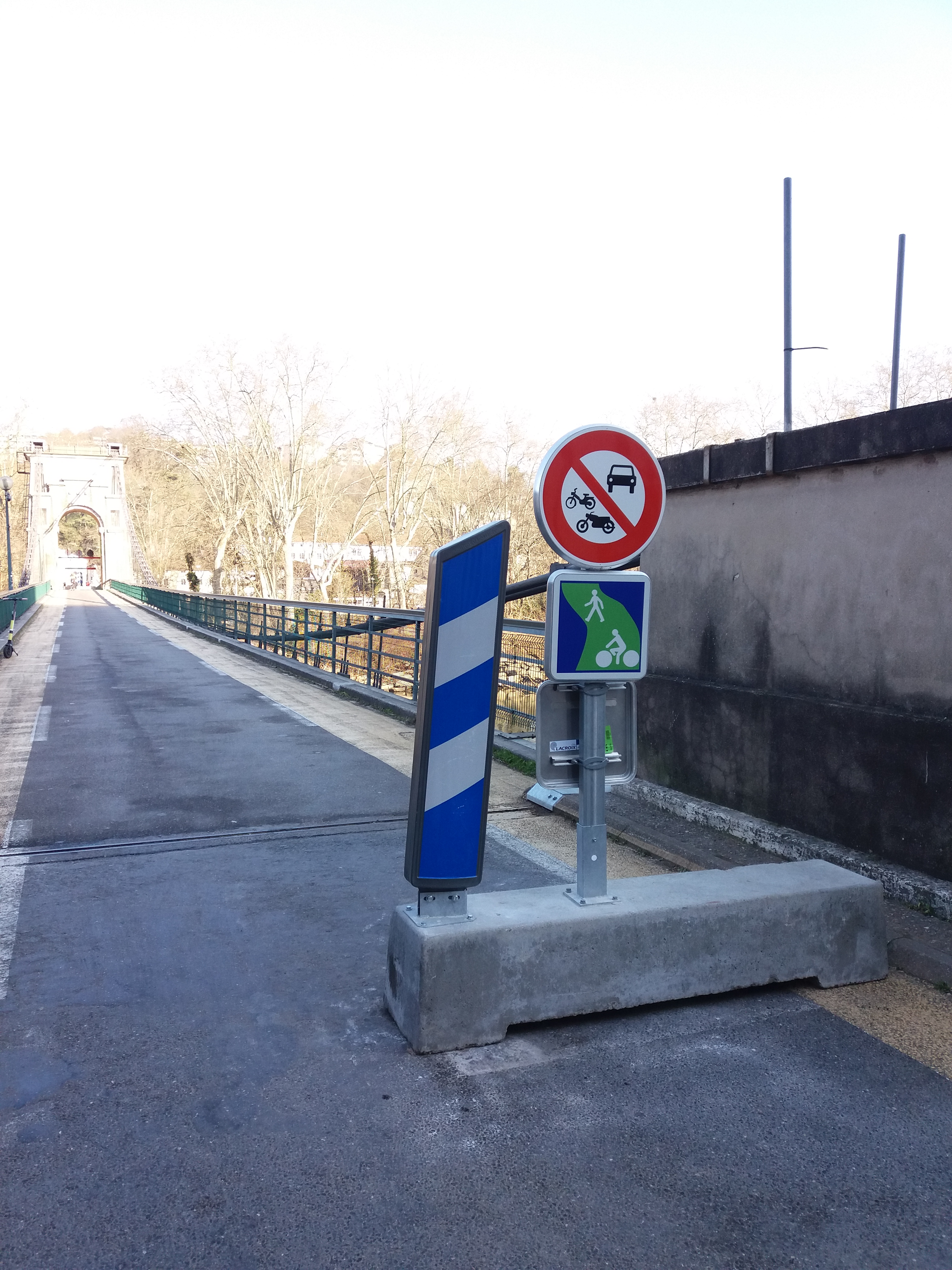
Fermeture aux engins à moteur côté Caluire en 2020.

## Description
Le pont mesure 5m40 de largeur, et ne comprend pas de trottoir protégé.

### Sources
- Cet article est partiellement ou en totalité issu de l'article intitulé « Ponts de Lyon » (voir la liste des auteurs).